# 永寧縣 (高陽郡)
永寧縣，北魏太和元年置，屬高陽郡，後齊省樊輿縣、北新城縣、清苑縣、樂鄉縣入永寧縣，改名樂鄉縣，隋開皇十八年改為清苑縣。在今河北省滿城縣。

## 攷異
《隋書》河間郡鄚縣中又說：『有易城縣，後齊廢。開皇中置永寧縣，大業初廢入鄚縣。』，則開皇中復置永寧縣，廢入鄚縣，則此永寧縣與改名清苑縣的永寧縣不同，但同郡且相連之地，出現兩個永寧縣似乎有不太可能。待考。.